# Halocynthia cactus
Halocynthia cactus is een zakpijpensoort uit de familie van de Pyuridae. De wetenschappelijke naam van de soort is voor het eerst geldig gepubliceerd in 1932 door Oka.